# Marinens sjukvårdsskola
Marinens sjukvårdsskola (MSjvS) var en medicinal fack- och funktionsskola inom svenska marinen som verkade i olika former åren 1961–1994. Förbandsledningen var förlagd i Göteborgs garnison i Käringberget, Göteborg.

## Historia
Marinens sjukvårdsskola bildades 1961 med uppgift att befattningsutbilda sjukvårdsbefäl och värnpliktiga inom marinens krigsorganisation. Inför försvarsbeslutet 1982 föreslog försvarsutskottet av regionalpolitiska skäl att Marinens officershögskola i Göteborg och huvuddelen av marinens sjukvårdsskola flyttas till Karlskrona. Regeringen förslog dock till riksdagen endast att utbildningen vid Marinens officershögskola i Göteborg skulle flyttas. Därmed kvarstod Marinens sjukvårdsskola i Göteborg. År 1992 övergick delar av skolan tillsammans med Radarskolan vid Älvsborgs kustartilleriregemente i en nyuppsatt skolbataljon.
I samband med att Försvarsmakten inrättades som en samlade myndighet, kom Försvarets sjukvårdsstyrelse upplösas i sin dåvarande form. Och i dess ställe bildades från den 1 juli 1994 Försvarets sjukvårdscentrum. Försvarets sjukvårdscentrum bildades av Försvarets sjukvårdsstyrelse (SjvS) i Karlstad, Försvarets sjukvårdshögskola (FSjvHS) i Stockholm, samt delar av Underhållsskolan (US) i Skövde och Marinens sjukvårdsskola (MSjvS) i Göteborg.

## Förläggningar och övningsplatser
Sjukvårdsskola var inledningsvis förlagd till Hjuvik, beläget på Hisingens sydvästra hörn. År 1969 omlokaliserades till Säve depå, efter att Göta flygflottilj (F 9) avvecklades samma år. År 1992 flyttades verksamheten till Käringberget, Göteborg.

## Förbandschefer
- 19??–19??: Bo Björheden

## Namn, beteckning och förläggningsort
| Marinens sjukvårdsskola | 1961-??-?? | – | 1994-06-30 |

| MSjvS | 1961-??-?? | – | 1994-06-30 |

| Göteborgs garnison (F) | 1961-??-?? | – | 1994-06-30 |